# Die Wichtelmänner

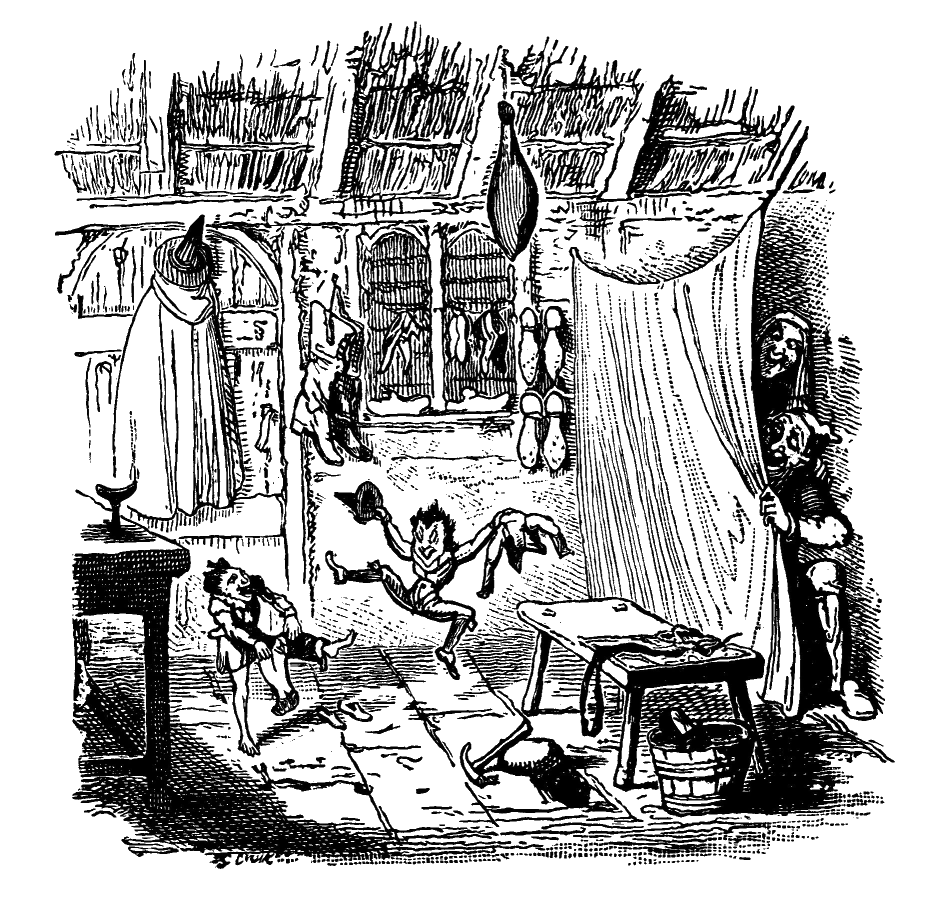
Illustration von George Cruikshank zur englischen Ausgabe von 1823

Die Wichtelmänner ist der Titel dreier Märchen (ATU 476**). Sie stehen in den Kinder- und Hausmärchen der Brüder Grimm zusammen an Stelle 39 (KHM 39). In der 1. Auflage lautete der Titel Von den Wichtelmännern.

## Inhalt

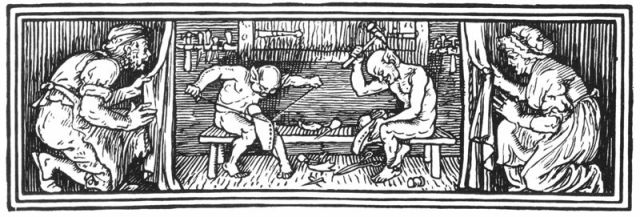
Illustration von Walter Crane, 1886

Ein armer, rechtschaffener Schuster lässt sein letztes Leder abends geschnitten auf dem Tisch liegen. Am nächsten Morgen findet er ein makelloses Paar Schuhe. Der Käufer zahlt auch mehr als gewöhnlich dafür. So kann er jetzt schon Leder für zwei Paar einkaufen, und das geht so fort, bis er wohlhabend ist. Da bleibt er mit seiner Frau einmal nachts auf und sieht zwei kleine, nackte Männchen die Schuhe machen. Auf Idee seiner Frau legen sie das nächste Mal Kleider und Schuhe für die Wichtel hin. Die ziehen sie an und singen „Sind wir nicht Knaben glatt und fein? Was sollen wir länger Schuster sein!“ Dann tanzen sie hinaus und kommen nicht wieder. Dem Schuster geht’s fürs Leben gut.
Ein armes, fleißiges Dienstmädchen findet eine schriftliche Einladung von Wichtelmännern als Taufpatin. Auf Zureden seiner Herrschaft geht es mit drei Wichteln in einen hohlen Berg, wo alles klein und prächtig ist. Auf ihr Bitten bleibt es drei Tage lang in Freude und geht mit den Taschen voll Gold. Daheim ist die Herrschaft schon gestorben, denn es waren sieben Jahre.
Einer Mutter wurde ihr neugeborenes Kind von Wichtelmännern mit einem Wechselbalg mit dickem Kopf und starren Augen vertauscht, der nur isst und trinkt. Auf den Rat der Nachbarin setzt sie ihn auf den Herd und kocht in zwei Eierschalen Wasser, damit er lacht. Da sagt er: „Nun bin ich so alt / wie der Westerwald, / und hab nicht gesehen, daß jemand in Schalen kocht.“ Und lacht, worauf Wichtelmänner das rechte Kind wiederbringen.

## Grimms Anmerkung

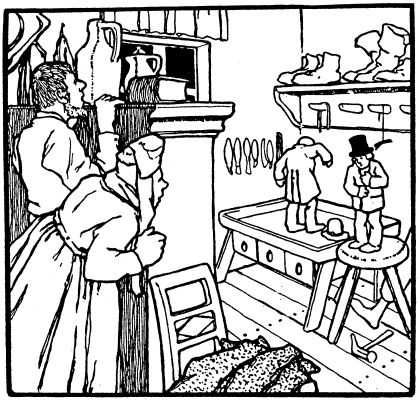
Illustration von Otto Ubbelohde, 1909

Grimms Kinder- und Hausmärchen enthalten die Texte ab der 1. Auflage von 1812, laut Anmerkung „Alle drei aus Hessen“ (von Dortchen Wild, der zweite 1837 modifiziert). Zu dem dritten Märchen und speziell dem Vers vergleichen sie Literaturstellen: Holsteinisch bei Müllenhoff S. 313 „ik bün so olt / as Bernholt (Brennholz) / in den Wolt.“; litauisch bei Schleicher S. 104–105; in Dähnerts plattdeutschem Wörterbuch und bei Schütze holsteinisch „old as de Bremer Wold“; siebenbürgisch-sächsisch bei Haltrich S. 72 „alt wie der Rotelfluß“; ungarisch bei Meinhold „alt wie der ungarische Wald“; bei Colshorn S. 244; ein bretagner Lied in Barzaz Breiz 1, 50; in einer dänischen Sage bei Thiele 1, 49 „nu har jeg feet tre gang ung Stov paa Tiis Göe“; aus Vonbuns Vorarlbergische Volkssagen S. 4 „ich bin grad nett jezt so viel Jahr schon alt / als Nadeln hat die Tanne da im Wald.“
Aus Grimms Irische Elfenmärchen vergleichen sie Nr. 6 Die Brauerei von Eierschalen (s. a. Nr. 5, 7, 8) und viele ihrer Deutschen Sagen (z. B. Nr. 82, 83). Sie stellen fest, dass die hilfreichen Kleinen oft verschwinden, wenn sie Kleider bekommen („Mone Anzeiger 1837, S. 175“; „Vonbun S. 3. 4.“). Grimms Nachlass enthält noch einen Text, worin mit den Erdmännchen das Glück vertrieben wird, und eine ähnliche Wechselbalggeschichte mit dem Spruch auf „Thüringer Wald“.
Zum zweiten Märchen vgl. KHM 182 Die Geschenke des kleinen Volkes, KHM 202 Die zwölf Apostel, weiterhin Die goldene Schäferei in Ludwig Bechsteins Neues deutsches Märchenbuch. Siehe auch Heinzelmännchen, Zwerg (Mythologie).

## Interpretation

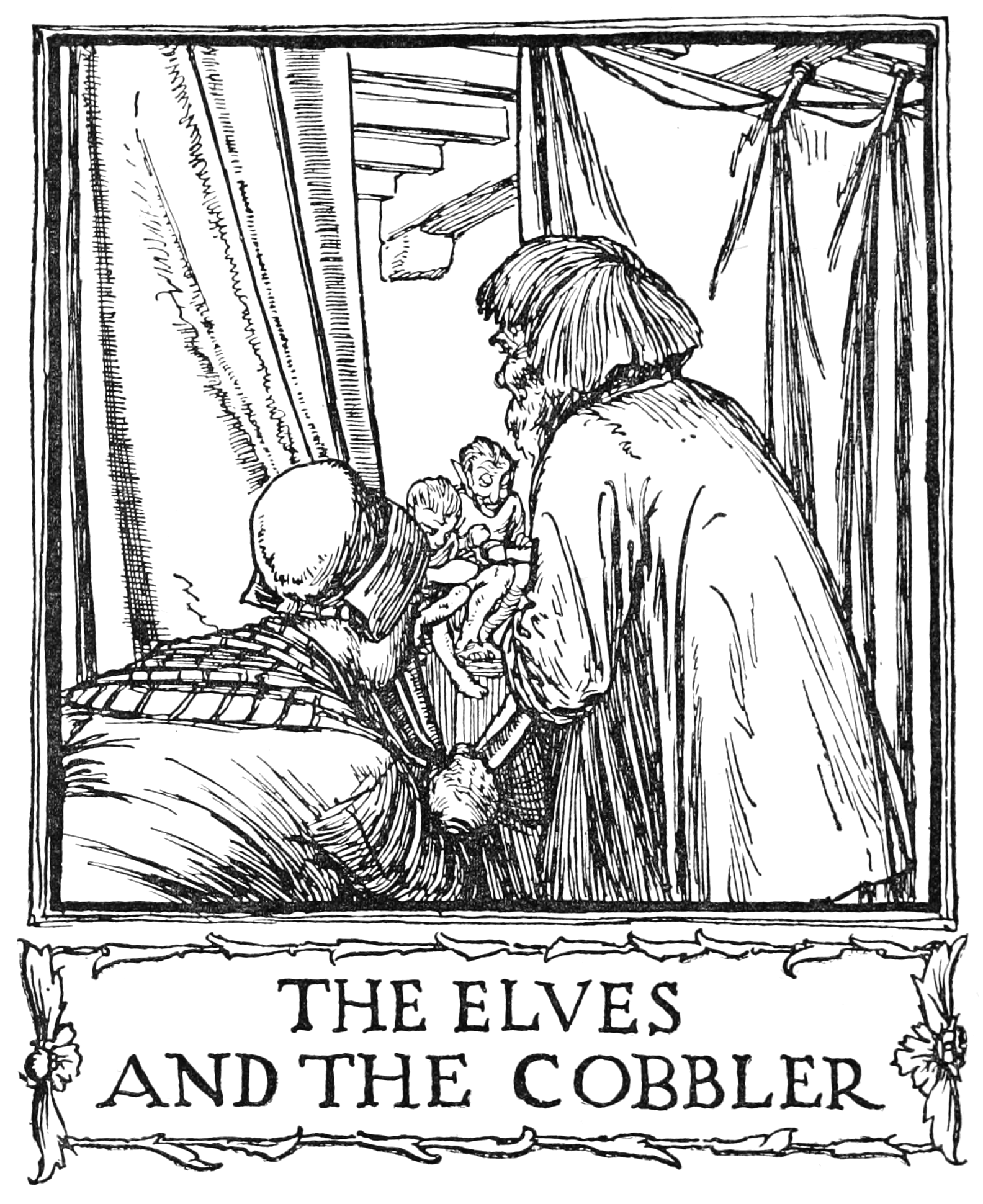
Illustration von Robert Anning Bell, 1912

Angela Waiblinger benutzt das zweite Märchen für ihre Interpretation zu Rumpelstilzchen als Beispiel für die Funktion der Zwerge: Sie geben dem Mädchen, das dienen will und in den Berg als seine mütterliche Seele geht, bis es erwachsen ist und selbst herrscht. Der Grimm-Biograph Steffen Martus bemerkt, wie sich bei Grimm immer wieder Geschichten von Menschen finden, die aus der Zeit gefallen sind, etwa KHM 202 oder in Deutsche Sagen Nr. 152 Die Heilingszwerge. Wilhelm Grimm fühlt sich in seiner Autobiographie 1831 beim Besuch seiner Kindheitsorte „wie ein abgeschiedener Geist“. Und Jacob Grimm schrieb z. B. 1809, den verborgenen „Schatz“ der Überlieferung könne nur bergen, wer sich auszeichne durch „unschuldige Einfalt“, „strenge Treue“ und „milde Freundlichkeit“. Martus: „Der dienstfertigen Magd wird mit Achtung und Reichtum in der Welt der Wichtelmänner entgolten, dass sie das Kleine und das Abgeschiedene auf seinem Weg ins Leben begleitet. Aber sie bezahlt dafür mit Isolation in der Welt der Menschen und mit der Erfahrung, wie unbarmherzig die Zeit vergeht.“
Bei Michael Cadnum erzählt die Schustersfrau, wie die Wichte sie mit ihrer Arbeit vor dem Hunger retten, sich über die Kleidergabe lustig machen und verschwinden, aber ihr Mann seither Kundschaft hat.

## Film und Fernsehen
- Holiday for Shoestrings, Zeichentrickfilm von Friz Freleng, USA 1946, 7 min.
- The Peachy Cobbler, Zeichentrickfilm von Tex Avery, USA 1950.
- Yankee Dood It, Zeichentrickfilm von Warren Foster, USA 1956, 7 min.
- Die Schustergeschichte kommt in Die Wunderwelt der Gebrüder Grimm (USA, 1962) vor.
- 13 auf einen Streich, Zeichentrickserie, USA 1997, Staffel 3, Folge 9: Der Schuhmacher und die Wichtel, 25 min.
- The Grimm Variations, Netflix, Anime-Fernsehserie, Japan 2024, Folge 4: Die Wichtelmänner.